# Mongolische Bandynationalmannschaft der Herren

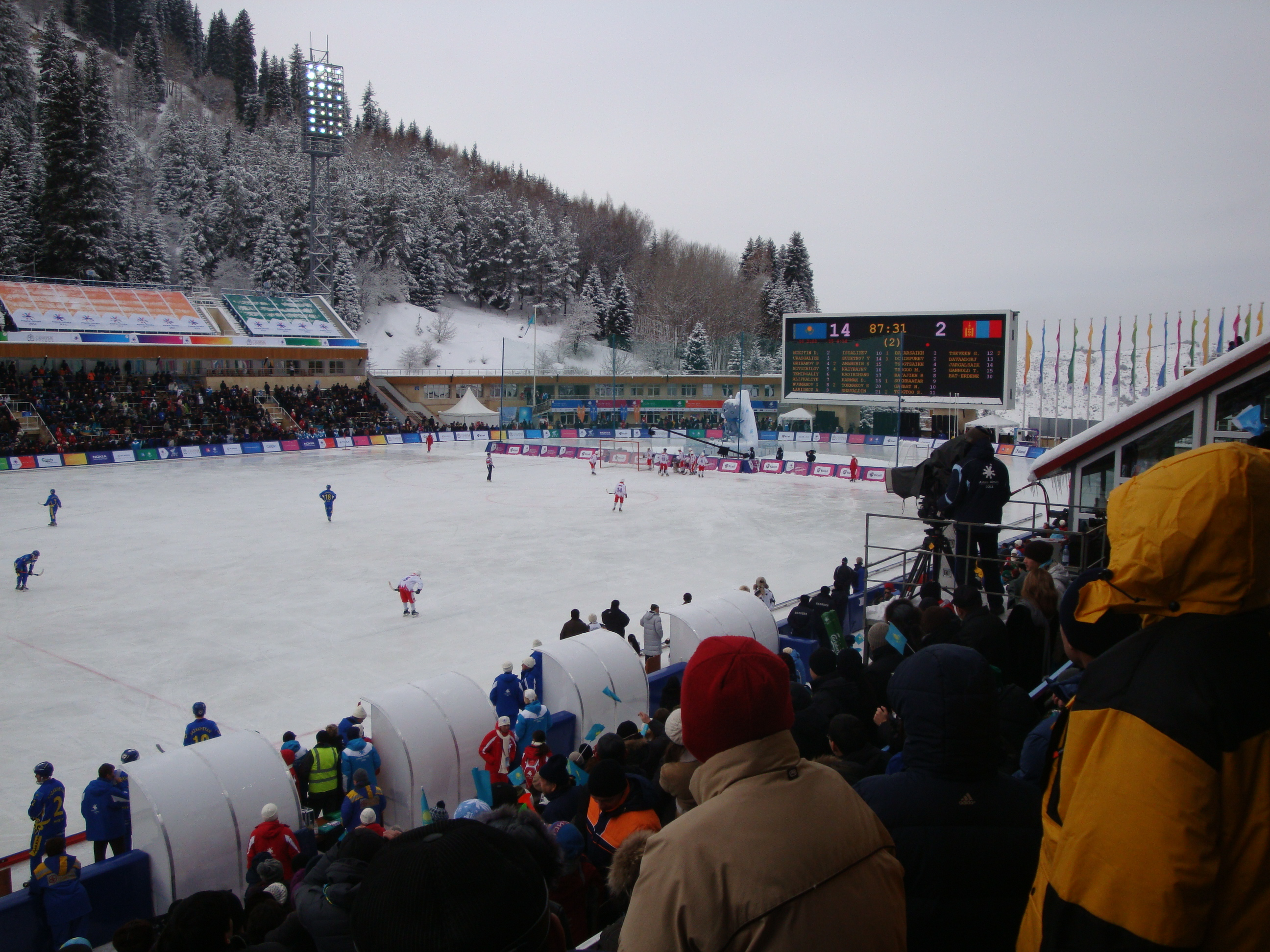
Winter-Asienspiele 2011, Kasachstan gegen die Mongolei

Die mongolische Bandynationalmannschaft der Herren präsentiert die Mongolei bei internationalen Herren-Spielen im Bandy. 2002 wurde die Bandy Federation of Mongolia in den internationalen Bandy-Verband, der FIB, aufgenommen. 2006 nahm die Mongolei in Schweden erstmals an Weltmeisterschaften teil. Bislang startete das Team immer in der B-Gruppe und wurde bis einschließlich 2009 immer Vorletzter, 2010 erstmals Letzter. Zwischen 2011 und 2013 startete die Mongolei nicht mehr bei Weltmeisterschaften, aber bei den Asienspielen 2012 in Almaty, wo die Mongolen die Silbermedaille gewannen. 2014 kehrten die Mongolen mit einem zwölften Platz unter 17 Teilnehmern zu den Weltmeisterschaften zurück.

## Abschneiden bei Weltmeisterschaften
| WM   | Gastgeber                                                                                | Platzierung                     | Gruppe        | Gruppenspiele                                                                                       | Platzierungsspiele                                                  |
| 2006 | Schweden Eskilstuna, Gustavsberg, Katrineholm, Linköping, Oxelösund, Stockholm, Västerås | 11. Platz (12 Teilnehmer)       | B-WM          | 4:3 Estland 0:3 Niederlande 0:14 Vereinigte Staaten 0:4 Kanada 0:3 Ungarn                           | 3:4 Niederlande (Spiel um Platz 10)                                 |
| 2007 | Russland Kemerowo                                                                        | 11. Platz (12 Teilnehmer)       | B-WM          | 2:2 Niederlande 0:5 Lettland 0:8 Vereinigte Staaten 0:5 Estland 2:2 Ungarn                          | 4:1 Estland (Spiel um Platz 11)                                     |
| 2008 | Russland Moskau                                                                          | 12. Platz (13 Teilnehmer)       | B-WM          | 0:6 Kanada 2:3 Lettland 4:5 Niederlande 1:17 Vereinigte Staaten 0:8 Estland 3:2 Ungarn              | 6:3 Ungarn (Spiel um Platz 12)                                      |
| 2009 | Schweden Eskilstuna, Solna, Stockholm, Västerås, Uppsala                                 | 12. Platz (13 Teilnehmer)       | B-WM          | 1:3 n. P. Ungarn 2:5 n. P. Niederlande 2:11 Kanada 1:4 Estland 1:16 Vereinigte Staaten 2:4 Lettland | 9:2 Ungarn (Spiel um Platz 6 B-WM)                                  |
| 2010 | Russland Moskau                                                                          | 11. Platz (11 Teilnehmer)       | B-WM          | 8:7 (5:5) n. P. Ungarn 2:18 Kanada 1:7 Lettland 3:4 Niederlande                                     | 6:7 (5:5) n. P. Ungarn (Spiel um Platz 10)                          |
| 2011 | Russland Kasan                                                                           | keine Teilnahme (11 Teilnehmer) |               | |                                                                     |
| 2012 | Kasachstan Almaty                                                                        | keine Teilnahme (14 Teilnehmer) |               | |                                                                     |
| 2013 | Schweden Vetlanda                                                                        | keine Teilnahme (14 Teilnehmer) |               | |                                                                     |
| 2014 | Russland Irkutsk                                                                         | 14. Platz (17 Teilnehmer)       | B-WM B-Gruppe | 2:3 Japan 3:1 Deutschland 7:2 Ukraine 12:1 Somalia                                                  | 4:5 Ungarn (Viertelfinale B-WM) 2:3 Niederlande (Spiel um Platz 13) |

### WM-Bilanzen
Stand nach der WM 2014
| Land               | Sp. | S | SnV | U | NnV | N | TV    | TD  | Bemerkung                          |
| ------------------ | --- | - | --- | - | --- | - | ----- | --- | ---------------------------------- |
| Deutschland        | 1   | 1 | 0   | 0 | 0   | 0 | 3:1   | +2  |                                    |
| Estland            | 5   | 2 | 0   | 0 | 0   | 3 | 9:21  | −12 |                                    |
| Japan              | 1   | 0 | 0   | 0 | 0   | 1 | 2:3   | −1  |                                    |
| Kanada             | 4   | 0 | 0   | 0 | 0   | 4 | 4:39  | −35 | höchste WM-Niederlage (2:18, 2010) |
| Lettland           | 4   | 0 | 0   | 0 | 0   | 4 | 5:19  | −14 |                                    |
| Niederlande        | 7   | 0 | 0   | 1 | 1   | 5 | 16:26 | −10 |                                    |
| Somalia            | 1   | 1 | 0   | 0 | 0   | 0 | 12:1  | +11 | höchster WM-Sieg (12:1, 2014)      |
| Ukraine            | 1   | 1 | 0   | 0 | 0   | 0 | 7:2   | +5  |                                    |
| Ungarn             | 9   | 3 | 1   | 1 | 2   | 2 | 39:34 | +5  |                                    |
| Vereinigte Staaten | 4   | 0 | 0   | 0 | 0   | 4 | 2:55  | −53 | höchste WM-Niederlage (1:17, 2008) |

## Abschneiden bei Asienspielen
| WM   | Gastgeber         | Platzierung             | Gruppenspiele                    | Platzierungsspiele       |
| 2011 | Kasachstan Almaty | 2. Platz (3 Teilnehmer) | 17:2 Kirgisistan 0:17 Kasachstan | 2:16 Kasachstan (Finale) |

### AS-Bilanzen
Stand nach den AS 2011
| Land        | Sp. | S | SnV | U | NnV | N | TV   | TD  | Bemerkung                                        |
| ----------- | --- | - | --- | - | --- | - | ---- | --- | ------------------------------------------------ |
| Kasachstan  | 2   | 0 | 0   | 0 | 0   | 2 | 2:43 | −41 | höchste Niederlage bei Asienspielen (0:17, 2011) |
| Kirgisistan | 1   | 1 | 0   | 0 | 0   | 0 | 17:2 | +15 | höchster Sieg bei Asienspielen (17:2, 2011)      |

Herren:
Belarus |
Deutschland |
Estland |
Finnland |
Japan |
Kanada |
Kasachstan |
Kirgisistan |
Lettland |
Mongolei |
Niederlande |
Norwegen |
Russland |
Schweden |
Somalia |
Ukraine |
Ungarn |
Vereinigte Staaten
Ehemalige Nationalmannschaften:
Sowjetunion
Damen:
Finnland |
Schweden |
Norwegen |
Russland |
Vereinigte Staaten |
Kanada |
Ungarn